# ストロー

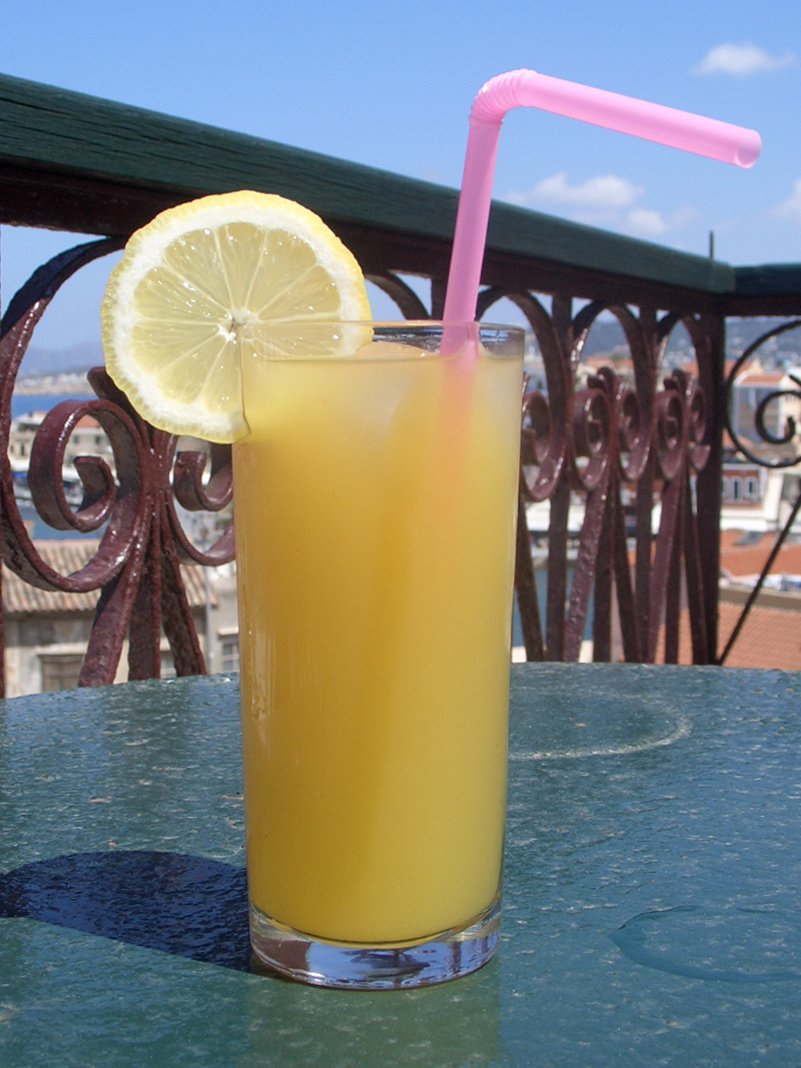
折り曲げることができるプラスチック製のカラフルなストローを挿したコップ入り飲料

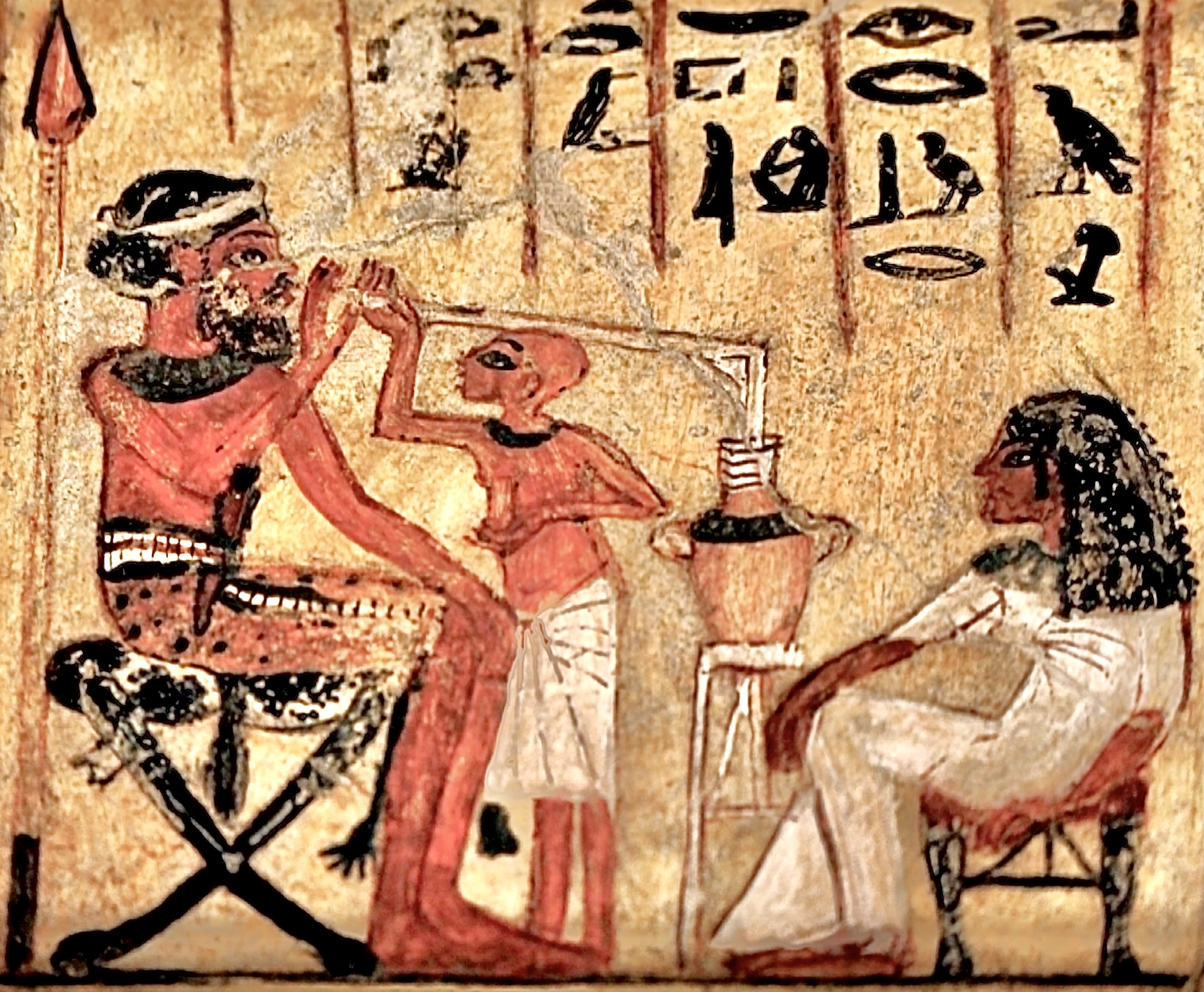
古代エジプト新王国時代の第18王朝の壁画（紀元前1300年頃）。おそらく金属製のストローを給仕が支えビールを飲む様子。

ヴィルヘルム・ローゼンスタンド"Outside the Café A Porta, Copenhagen " ／デンマーク人画家の手になる1882年の油彩画。カフェの屋外ベンチに座って1杯のドリンクを分け合う恋人達。このようなシーンはストローがあってこそ可能で、仮に無いとすると、シェアリングできても同時に飲むことは叶わない。

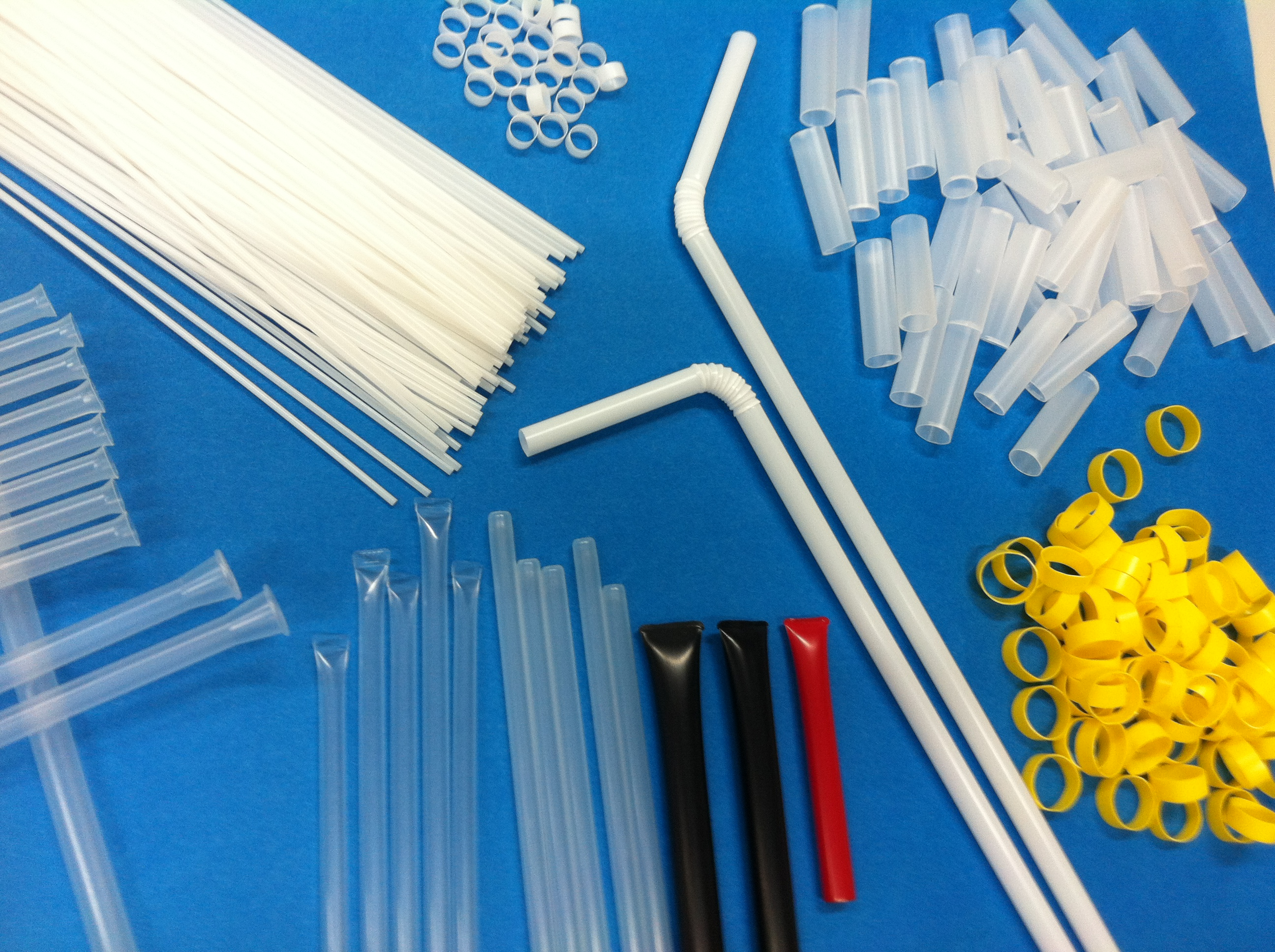
工業用ストロー（シバセ工業製）

ストロー（英: straw）とは、飲み物などを飲む際に用いられる器具。両端に穴が空いた細い管状の道具で、コップなどの容器に入った飲料に指し入れ、逆側の先端を吸うことで飲料を口に運ぶことができ、コップを持って傾けたり、口を直接コップに付けたりする必要がない。
ポリプロピレンなどのプラスチックで作られる場合が多く、紙製あるいはプラスチック製の袋に封入されている製品もある。市販されている小型の紙パック入りの飲料では、ストローがプラスチック製の袋に封入された上で商品に付属されている場合が多い。

## 名称
元々、麦の穂を刈り取ったあとの麦稈（ばっかん）すなわち麦わら（straw）を利用したことから「ストロー」と称される。普通の麦わらと区別するには "drinking straw" と呼ぶ。後述するようにプラスチックごみ問題が深刻化し、自然界で生分解される素材のストローが求められるようになり、現代でもライ麦の茎を使ったストローが製造・販売されている。
「ストローハット」の語も本来は麦藁帽子を指すが、現代では多種多様な素材が存在し、総じて形状からストローハットと呼ばれているように本来の意味が曖昧になっている。
なお、調理用語において「ストロー」とは麦わら程度の太さに切ることを指す（ストローポテトなど）。また、ストローの「吸い上げる」という意味合いから、交通機関の発達により人口が移動して偏る現象はストロー現象と呼ばれている。

## 歴史
細長い筒状のもので飲み物を飲む歴史は古く、5000年前にはビールを醸造していたシュメール人が貴金属製の細長い筒を使用して壺の表面に浮いた発酵副産物の下にある液体を飲んでいた。
1888年、米国でたばこ用巻紙の製造会社を経営していたマービン・ストーンが初めて飲用ストローの特許を申請した。1880年の夏、ストーンは冷たいカクテルをライ麦のストローで飲んでいたが、型崩れしてしまったため、紙製ストローを試作して1888年に特許を申請し、1890年から大量生産を始めた。
1930年代に入り、発明家のジョセフ・フリードマンは娘がミルクシェイクをうまく飲めない様子をみて曲がるストローを考案した。ネジにデンタルフロスを巻き付け、その後にネジを取り出したもので試作を行い、フリードマンはこの発明で特許を申請し、フレックス・ストロー・カンパニーを設立した。
その後、プラスチック産業が隆盛し、1960年代にはプラスチックストローを大量生産する製造インフラが整うとともに紙製ストローに取って代わった。
日本のストロー生産は、1901年（明治34年）頃に岡山県浅口郡寄島町（現・浅口市）で川崎三一が麦稈を使って始めたという。
上記の浅口市には、国内生産の約半分を占めるストロー製造会社シバセ工業があるが、日本で使われるストローのうち8割～9割は中国や韓国などからの輸入品と見られる。    

## 形状と太さ

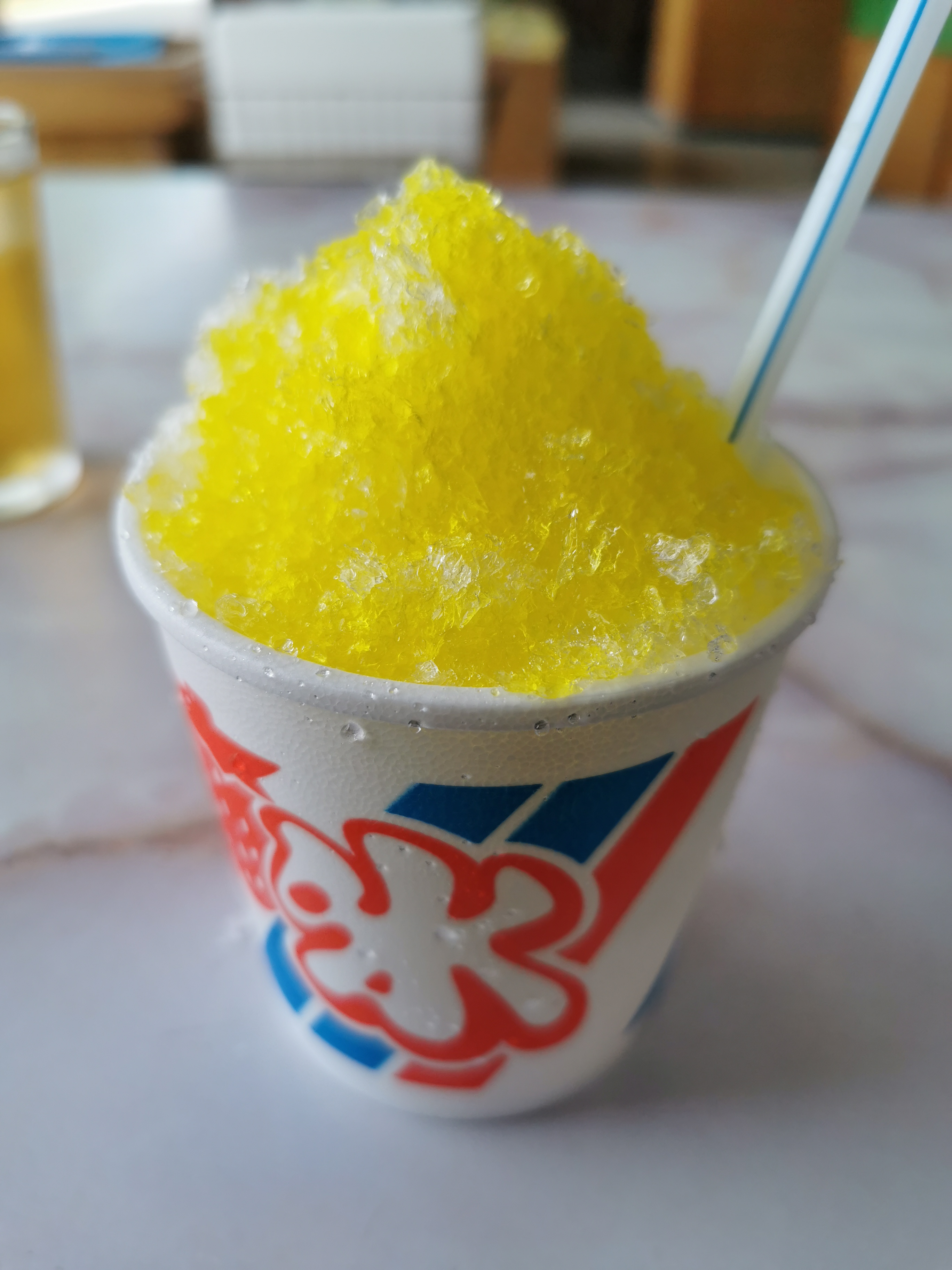
かき氷に添えられたスプーンストロー

ストローの形状は単に直線に細長い筒状のもの（ストレートストロー）が一般的である。このほかに、中間に特殊な蛇腹加工を施する事で折り曲げとその角度固定を自由とし仰向けの状態でも容易に使用可能な「曲がるストロー」（ステイストロー、フレックスストロー）や、中間をいくつかに分割しさらに入れ子式にする事で収納時にコンパクトになる「伸びるストロー」といった機能的に長けたデザインのものや、先が二つに分かれており二人で同時に吸わないと飲めない「アベックストロー」、中間を長くとり曲げ加工や膨張収縮させて意匠的デザインに長けたものなど、あるいはそれらの複合デザインのものなどが挙げられる。また、もっぱらかき氷に用いられるストローとして、先端をスプーン状に開いた「スプーンストロー」がある。
太さに関しては通常の太さ以外に、カクテルなど主にマドラーの代用としても使用されるより細く強いストローや、タピオカや果実などの固形物が入っている飲料に使用される太いストローなど、用途に合わせた内径の違いが存在する。

## 脱プラスチックの動き

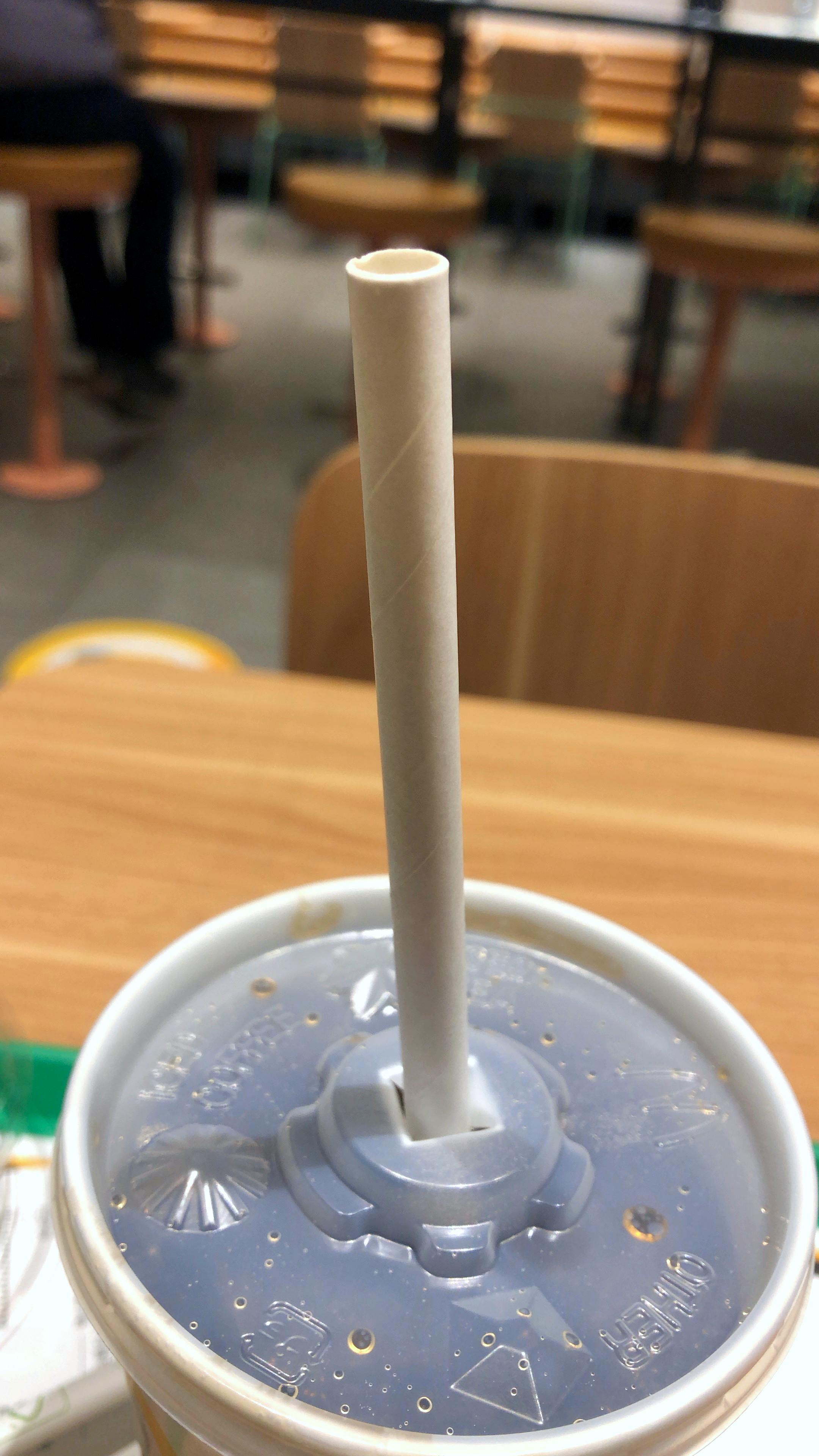
日本マクドナルド店舗の紙製ストロー（2023年）

2018年、欧州連合（EU）は、海洋ごみの多くが使い捨てプラスチック製品であることに着目し、ストローなどの素材を代替品に切り替えるよう義務付ける規制案を発表。2019年を目途に、欧州議会と加盟国で議論されることとなった。
大手コーヒーチェーンのスターバックスが、2020年までに全世界の店舗でプラスチック製ストローを全廃する方針を表明。日本でも大手外食チェーンのすかいらーくが傘下のファミリーレストラン「ガスト」で2020年までに廃止する方針を打ち出している。
こうした規制の動きを受けて、様々な提案がなされている。代替素材としての紙、ステンレス鋼、ライ麦や大麦、竹（バンブー）、リサイクルガラス、食材でもあるパスタやちくわのほか、ストローを使わないようにすることも含まれる。
日本の学校給食で出される牛乳では、上部を開けて口をつけて飲む紙容器に切り替え、ストローを使わないようにする動きもある。　

### エコストローの導入
プラスチック・ストローの代替品と目される、紙、竹材、大麦、草（レピロニア）などを原材料とするストローをエコストローという。プラスチックから紙製ストローなどへの転換も試みられているが、耐久性などに問題があり、試行錯誤が続けられている。
エコストローの主な課題は、堅牢度、嗜好評価（清潔感、口当たり、手触り）、耐水性と風味（原材料の香りの影響）などである。
2018年にはアキュラホームが、間伐材を使った木製ストローの量産とホテルへの納入予定を発表した。
2025年1月、スターバックスは不評だった紙ストローを廃止、バイオマス素材に切り替える予定。

### 規制に対する論争
プラスチックストローの規制の動きに対して、脊髄性筋萎縮症などの身体障害者には曲げられるプラスチックストローを利用しなければ誤嚥を招くという意見が世界的に出ている。そのためイギリスでは2020年4月に施行される規制法で例外的に医療目的や障害者に対してプラスチックストローを提供することを許可している。
ステンレス製のストローが目に突き刺さり、外傷性脳損傷で死亡した60歳の女性の事故や、スターバックスで4人の子供が金属製ストローで創傷を引き起こした問題のように、金属製ストローはその硬さや熱の通しやすさから危険性も指摘されている。

## ストローの危険性
金属製ストローは鋭利な器具として、航空機内や一部の自治体では携帯が禁止されている。
紙ストローには、有害とされるPFAS（ペルフルオロアルキル化合物及びポリフルオロアルキル化合物）が含まれている場合がある。

## 国内のストロー企業
- シバセ工業株式会社